# The Colour of My Love
The Colour of My Love är det tolfte studioalbum och den tredje på engelska av den kanadensiska sångaren Céline Dion. Det gavs ut den 9 november 1993 och innehåller 15 låtar.

## Låtlista
| Nr  | Titel                            | Längd |
| --- | -------------------------------- | ----- |
| 1.  | The Power of Love                | 5:43  |
| 2.  | Misled                           | 3:30  |
| 3.  | Think Twice                      | 4:47  |
| 4.  | Only One Road                    | 4:49  |
| 5.  | Everybody's Talkin' My Baby Down | 4:01  |
| 6.  | Next Plane Out                   | 4:59  |
| 7.  | Real Emotion                     | 4:26  |
| 8.  | When I Fall in Love              | 4:20  |
| 9.  | Love Doesn't Ask Why             | 4:08  |
| 10. | Refuse to Dance                  | 4:21  |
| 11. | I Remember L.A.                  | 4:12  |
| 12. | No Living Without Loving You     | 4:23  |
| 13. | Lovin' Proof                     | 4:12  |
| 14. | Just Walk Away                   | 4:58  |
| 15. | The Colour of My Love            | 3:25  |

## Listplaceringar
| Lista               | Topplacering |
| ------------------- | ------------ |
| Australien          | 1            |
| Belgien (Flandern)  | 1            |
| Belgien (Vallonien) | 13           |
| Finland             | 7            |
| Nederländerna       | 2            |
| Norge               | 1            |
| Nya Zeeland         | 2            |
| Schweiz             | 9            |
| Sverige             | 4            |
| Österrike           | 18           |